# 亚太互联网络信息中心

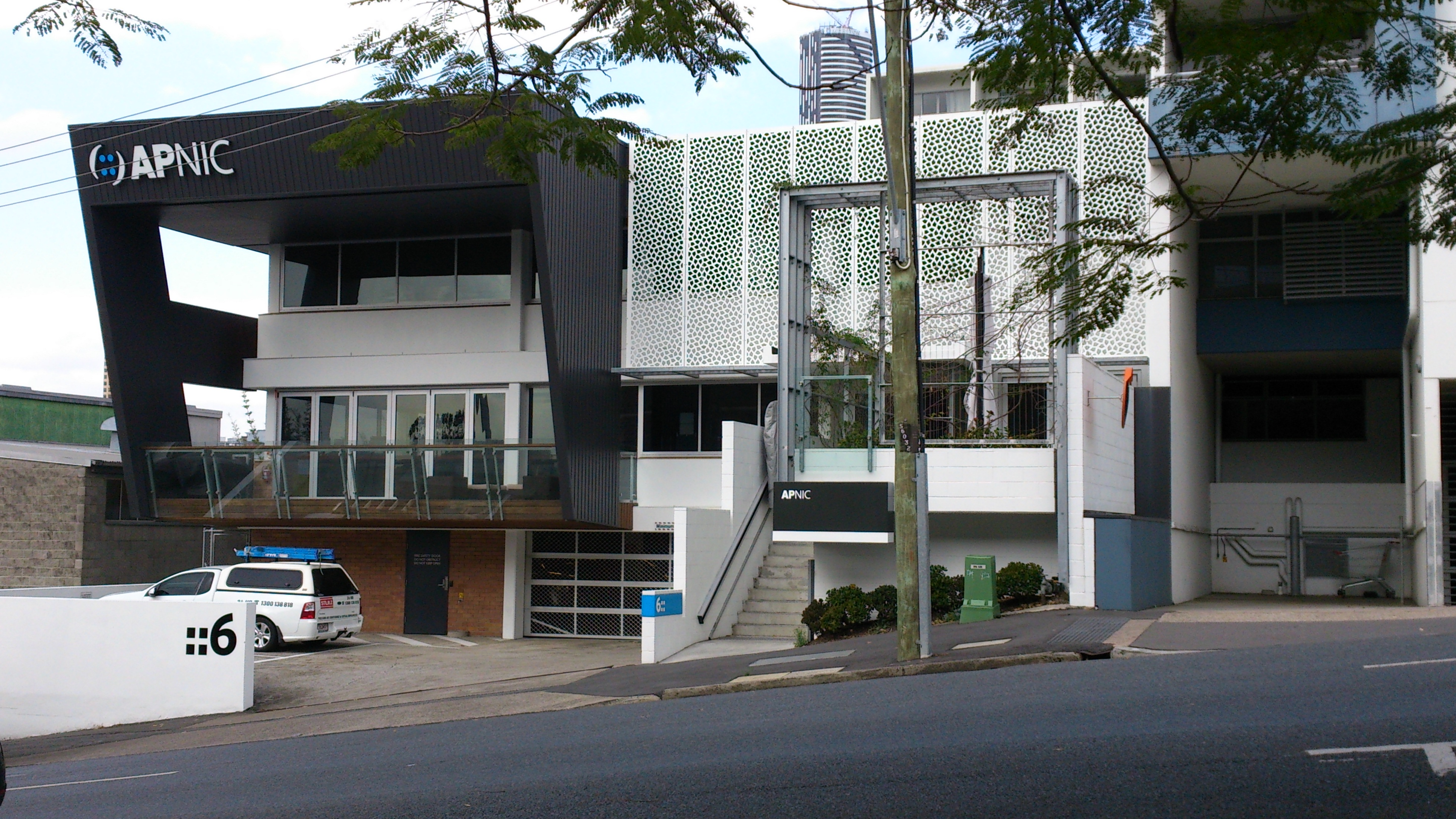
APNIC

（缩写作 ），全球五大区域性互联网注册管理机构之一，成立於1993年，负责亚太地区IP地址、ASN（自治系统号）的分配并管理一部分根域名服务器镜像。總部設於澳洲布里斯本。
它提供全球性的支持互联网操作的分派和注册服务。这是成员包括网络服务提供商、全国互联网登记，和相似的组织的一个非营利，基于会员资格的组织。APNIC负责亚洲太平洋区域，包含56个经济體，分為東亞、南亞、東南亞、太平洋、中亞等五區，其中東亞區域包含中國大陸、北韓、香港、日本、澳門、蒙古、南韓及台灣。

## 历史沿革
APNIC由亚太国际科研网络协调委员会（APCCIRN）和亚太工程与计划小组（APEPG）于1992年在日本东京成立。后来这两个小组合并，更名为亚太网络小组（APNG）。它是为了管理RFC-1366定义的地址空间的试点项目而建立的，然而它还有另一个的使命，即使用Internet技术促进通信，业务和文化发展。
1993年，APNG发现他们无法为APNIC提供正式的保护伞或法律架构，因此试点项目结束了，但是APNIC在IANA的授权下作为一个临时项目继续独立存在。在此阶段，APNIC仍缺乏正式的规章制度。
1995年，首届APNIC会议在曼谷举行。这是一个为期两天的会议，由志愿者主持，可以自由参加。自愿捐款金额根据组织的规模而定，从小组织的1500美元到大组织的10000美元不等。APNIC一号文件定义了三种会员类型：ISP会员（本地运营商），企业会员和国家级会员。
1996年引入了妥善的收费结构，建立了会员资格体系，并举行了第一次APRICOT会议（亚太地区互联网运行技术会议）。
1997年，东京当地的环境已经严重制约了APNIC的发展，高昂的生活和运营成本使得经费只够给四五个人发工资。因此，APNIC与毕马威（KPMG）咨询公司签约，希望搬迁总部。最终，澳大利亚布里斯班因为具有稳定的基础设施，相对低廉的生活和运营成本以及享有税收优惠等原因，被选为新总部的地点。搬迁工作于1998年4月至8月完成。
1999年，随着总部搬迁完成，以及亚洲金融危机的结束，APNIC进入了稳健发展期。
从此，APNIC便不断发展壮大，目前在整个亚太地区的56个经济体中拥有近万名会员，并在澳大利亚布里斯班总部设有一个约80个人的秘书处。